# مجزرة عائلة أبو دلال (13 أكتوبر 2023)
مجزرة عائلة أبو دلال (13 أكتوبر 2023) هي مجزرةٌ ارتكبها سلاح الجوّ الإسرائيلي حينما أغارَ على منزل يتبع لعائلة أبو جبارة. وخلال يوم الأحد الموافق 13 أكتوبر 2023 قام سلاح الجو الإسرائيلي بشن سلسلة غارات على النصيرات وسط قطاع غزة، واستهدفت هذه الغارات منزل سكني يعيش به كافة أفراد عائلة أبو دلال وعائلة أبو غالي حيث كانوا قد نزحوا للمنزل سابقاً. هذه المجزرة من ضمن عدة مجازر وقعت خلال عملية طوفان الأقصى. تسبّبت هذه المجزرة الإسرائيليّة والتي استهدفت منزل يضم عدد من المدنيين إلى استشهاد ثمانية أفراد جميعهم من عائلة أبو غالي وهم أب وأم وأبنائهم الستة، حيث نقلوا إلى مستشفى العودة.

## خلفية الحدث
في ساعاتِ الصباح الأولى من يوم السابع من أكتوبر 2023 أطلقت حركة المقاومة الإسلامية حماس عبر ذراعها العسكري كتائب الشهيد عز الدين القسام عملية طوفان الأقصى وذلك رداً على الاعتداءات الإسرائيلية وتدنيس الأقصى والاستمرار في الاستيطان، كما أكّد على ذلك محمد الضيف القائد العام للقسّام والذي أعطى إشارة انطلاق العمليّة التي شهدت اقتحاماً من المقاومين لمستوطنات غلاف غزة ونجحوا في قتل عدد كبير من الجنود الإسرائيليين، وأسر عشرات آخرين كما استطاعوا خلال ساعات قطع عشرات الكيلومترات ووصلوا لمستوطنات أبعد من تلك المحيطة والقريبة من قطاع غزة.
استمرَّت الاشتباكات بين الجيش الإسرائيلي وبين المقاومين في عديد من المستوطنات وعلى رأسها مستوطنة سديروت. الرد الإسرائيلي على هذه العمليّة جاء من خلال شنّ سلاح الجو الإسرائيلي عشرات الغارات العشوائيّة على القطاع متسبّبة في مقتل عشرات المدنيين وتدمير البنية التحتية لمدن القطاع، ليصل حد فرض إغلاق شامل وقطع متعمد لكل الخدمات من ماء وكهرباء وغاز، وهو ما هدَّد حياة أكثر من مليوني فلسطيني يعيش داخل القطاع الذي يُعاني أصلاً من تبعات الحصار الخانق عليهم منذ ستة عشر عاماً.

## الضحايا
- وليد أبو غالي
- شهيرة أبو غالي
- محمد وليد أبو غالي
- أحمد وليد أبو غالي
- ياسمين وليد أبو غالي
- سماج وليد أبو غالي
- يارا وليد أبو غالي
- تالا وليد أبو غالي